# Tom Raczko
Tom Raczko (* 9. Juni 1993 in Wuppertal-Ronsdorf) ist ein deutscher Synchronsprecher, Hörspielsprecher und Schauspieler.

## Tätigkeit
Tom Raczko sprach im Alter von neun Jahren erste Hörspielrollen. Seitdem synchronisiert er auch sowohl Fernsehserien als auch Filme. Zudem ist Raczko als Schauspieler vor der Kamera sowie als Werbesprecher, Theaterschauspieler und Hörspielregisseur tätig.
Er ist die deutsche Synchronstimme von Mason Thames, dem er sowohl als Finney in The Black Phone als auch als Hicks in der Realverfilmung von Drachenzähmen leicht gemacht seine Stimme leiht. In Heartstopper synchronisiert er Joe Locke als Charlie Spring, in Noch nie in meinem Leben... Darren Barnet als Paxton Hall-Yoshida und im Western Rust – Legende des Westens ist er als Synchronstimme von Patrick Scott McDermott als Lucas Hollister zu hören. 
In Disney's Mufasa: Der König der Löwen übernahm Raczko die Rolle des Hornschnabels Zazu in Sprache und Gesang. Den US-Schauspieler Zayne Emory spricht er sowohl in der Polizeiserie The Rookie als Sohn Henry Nolan als auch in All Rise - Die Richterin. Des Weiteren synchronisiert er Reese Gonzales als Dante in Aristoteles und Dante entdecken die Geheimnisse des Universums, Paul Kircher in der Hauptrolle im mehrfach preisgekrönten Abenteuerdrama Animalia, Nick Eversman in der US-Serie Missing, Eros Vlahos in der Rolle des Nico in Da Vinci’s Demons, Thomas Weatherall als Malakai in Heartbreak High und Chai Hansen als Jordan Kyle in Shadowhunters. Für das vielfach preisgekrönte Drama Girl lieh er dem Hauptdarsteller Victor Polster seine Stimme, dem er auch als Claude in Die purpurnen Flüsse die deutsche Stimme gibt.
Am Theater spielte er Hauptrollen in diversen Produktionen des Wuppertaler Kinder- und Jugendtheaters sowie des TalTonTheaters, darunter 2013–2014 die Titelrolle in der Bühnenfassung Otfried Preußlers Krabat. Dieselbe Rolle übernahm er 2020 auch in der gleichnamigen Hörspielproduktion des Hörspiellabels Titania Medien, die 2021 mit dem Hörkules, dem Hörbuch-Publikumspreis des deutschen Buchhandels (1. Platz) ausgezeichnet wurde. Er spricht, inszeniert und produziert für das freie Hörspielprojekt blubb. Hörspiele und Live-Lesungen.
Tom Raczko lebt in Berlin.

## Synchron (Auswahl)
- 2012: Doctor Who … Francois Pandolfo als Quintus (Fernsehserie)
- 2012: A Company Man … Kim Dong-Joon als Ra-Hoon (Spielfilm)
- 2013: Missing … Nick Eversman als Michael (Fernsehserie)
- 2013–2015: Da Vinci’s Demons … Eros Vlahos als Nico (Fernsehserie)
- 2013: Cosmo & Wanda – Wenn Elfen helfen … als Scout (Zeichentrickserie)
- 2013–2016: Persona 3 the Movie … Akira Ishida als Makoto Yuuki (Animeverfilmung des Videospiels Persona 3)
- 2014: Magi: The Labyrinth of Magic … als Spartos (Animeserie)
- 2014: Silk – Roben aus Seide … Theo Barklem-Biggs als Jake (Fernsehserie)
- 2014: The Devil Is a Part-Timer! … als Luzifer (Animeserie)
- 2015: Space Dandy … als Hiroshi (Animeserie)
- 2015: Aku No Hana … als Takao Kasuga (Animeserie)
- 2015: Robot Overlords – Herrschaft der Maschinen … James Tarpey als Nathan (Spielfilm)
- 2015: Assassination Classroom … als Okajima (Animeserie)
- 2015: A Christmas Horror Story … Alex Ozerov als Ben (Spielfilm)
- 2016: Train to Busan … Choi Woo-shik als Young-guk (Kinofilm)
- 2016: Das Königreich der Anderen … Parham Rownaghi als Cliff (Fernsehserie)
- 2016: Supernatural … Dylan Everett als Dean Winchester (jung) (Fernsehserie)
- 2016–2017: Teen Wolf … Ross Butler als Nathan (Fernsehserie)
- 2017: Roots … Frankie Smith als James (Fernsehserie)
- 2017: Slam … Ludovico Tersigni als Sam (Spielfilm)
- 2017: Uncle … Elliot Speller-Gillott als Errol (Fernsehserie)
- 2017: Der kleine Vampir … als Lumpi (Kinofilm)
- 2017: Nicky, Ricky, Dicky und Dawn … Ricky Garcia als Zeus (Fernsehserie)
- 2017: Scorpion … Joey Defore als Jesse Colt (Fernsehserie)
- 2017: Speechless … Curran Walters als Xander (Fernsehserie)
- 2017: The Mick … Ethan Josh Lee als Brian (Fernsehserie)
- 2018: Nashville … Nolan Bateman als Roy (Fernsehserie)
- 2018: Supergirl … Ivan Mok als Kenny (Fernsehserie)
- 2018: The Rain … Igor Egholm als Johan (Fernsehserie)
- 2018: Hotel Transsilvanien … als Jett Black (Fernsehserie)
- 2018: Gnomes & Trolls … als Liam (Animationsfilm)
- 2018: Shameless… Ryan Heindl als Benson (Fernsehserie)
- 2018: Shadowhunters … Chai Hansen als Jordan Kyle (Fernsehserie)
- 2018: Krypton … Desmond Eastwood als Taz-Ran (Fernsehserie)
- 2018: Harvey Street Kids … als Stu (Zeichentrickserie)
- 2018: Disenchantment … als Darrell (Zeichentrickserie)
- 2018: Girl … Victor Polster als Lara (Kinofilm)
- 2018: Modern Family … Cole Doman als Damien (Fernsehserie)
- 2018: Gänsehaut 2 … Peyton Wich als Tommy (Kinofilm)
- 2019: Gemini Man … Daniel Salyers als Pattersons Sohn (Kinofilm)
- 2019: Triple Frontier … George Hayn als Samuel (Spielfilm)
- 2019: Intrigo: In Liebe, Agnes … Jacob James Beswick als Klaus-Joseph (Kinofilm)
- 2019: The Rookie … Zayne Emory als Henry Nolan (Fernsehserie)
- 2019: Northern Rescue … Spencer Macpherson als Scout West (Fernsehserie)
- 2019: No Activity … Daniel Zolghadri als Mason (Fernsehserie)
- 2019: The Bay … Art Parkinson als Rob Armstrong (Fernsehserie)
- 2019: Better Than Us … Vasiliy Butkevich als Dima (Fernsehserie)
- 2019: Super Wings … als Chase (Zeichentrickserie)
- 2019: Camp Kikiwaka … Israel Johnson als Noah (Fernsehserie)
- 2019: The Unlisted … Otis Dhanji als Tim (Fernsehserie)
- 2019: Catch-22 … Freddie Watkins als Mud (Fernsehserie)
- 2019: Navy CIS: New Orleans … Sean Grandillo als Charly Landry (Fernsehserie)
- 2019: Criminal Minds … Kyson Facer als Carl Feinstein (Fernsehserie)
- 2019: The Last Kingdom … Finn Elliot als junger Uhtred (Fernsehserie)
- 2019: Black and Blue … Frankie Smith als Tez (Kinofilm)
- 2019: The Valhalla Murders … Grettir Valsson als Kári (Fernsehserie)
- 2020: Ich schweige für dich … Brandon Fellows als Mike Tripp (Fernsehserie)
- 2020: Tales from the Loop … Daniel Zolghadri als Jakob (Fernsehserie)
- 2020: Freaky … Nicholas Stargel als Isaac (Kinofilm)
- 2020: The Nest … Charlie Shaw als James (Kinofilm)
- 2020: Noch nie in meinem Leben … Darren Barnet als Paxton (Fernsehserie)
- seit 2020: Süße Magnolien … Logan Allen als Kyle (Fernsehserie)
- 2020: Pan Tau ... Joseph Cohen als Justus (Fernsehserie)
- 2020: Will & Grace ... Peter Graham als Trevor (Fernsehserie)
- 2021: Bakuman. ... Nobuhiko Okamoto als Eiji Niizuma (Zeichentrickserie)
- 2021: Black as Night ... Fabrizio Zacharee Guido als Pedro (Spielfilm)
- 2021: Star Wars: Visionen ... als Ethan (Zeichentrickserie)
- 2021: Mit den Wellen ... Giovanni D'Aleo als Gianluca (Spielfilm)
- 2021: High-Flyers ... Daan Creyghton als junger Rutger (Fernsehserie)
- 2021: Squid Game ... Min Tae-Yul als Spieler 271 (Fernsehserie)
- 2021: 9-1-1 ... Nolan Bateman als Tony Bryson (Fernsehserie)
- 2021: Gossip Girl ... Cole Doman als Rex (Fernsehserie)
- 2021: Colin in Black & White ... Jaden Michael als Colin Kaepernick (Fernsehserie)
- 2021: Free Guy ... Jonathan De Azevedo als Jonathan (Kinofilm)
- 2021: Die purpurnen Flüsse ... Victor Polster als Claude (Fernsehserie)
- 2021: West Side Story ... Patrick Higgins als Baby John (Kinofilm)
- 2021–2023: Dragons – Die 9 Welten … als Tom Kullersen (Animationsserie)
- 2022–2024: Heartstopper … Joe Locke als Charlie Spring (Fernsehserie)
- 2022: Young Sheldon ... Ivan Mok als Oscar (Fernsehserie)
- 2022: The Black Phone ... Mason Thames als Finney (Kinofilm)
- 2022: All of Us Are Dead ... Han-yeol Yang als Yoo Joon-seong (Fernsehserie)
- 2022: Detektiv Conan ... als Hiroshi Hiromatsu (Zeichentrickserie)
- 2022: Elvis ... Charles Grounds als Billy (Kinofilm)
- 2022: Der junge Wallander ... Owen Baxter als Sören (mit 16) (Fernsehserie)
- 2022: Ninjago ... Mark Oliver und Vincent Tong als Garmadon (Kind) und verschluckter Juror (Fernsehserie)
- 2022: Ambulance ... Brendan Robinson als Kyle (Kinofilm)
- 2022: Die Zeit, die wir teilen ... Dimitri Doré als Nathan mit 16 (Kinofilm)
- 2022: Strange World ... Jonathan Melo als Diazo (Kinofilm)
- 2023: So finster die Nacht ... Cole Doman als Chris (Fernsehserie)
- 2023: Blue Bloods ... Tyler Brooks als Taylor (Fernsehserie)
- 2023: Time Switch ... Leonardo Bianchi als Tiago (Fernsehserie)
- 2023: Blackwater ... Liam Gabrielsson Lövbrand als Johan (Fernsehserie)
- 2023: Ninjago: Aufstieg der Drachen ... David Kaye als Frak (Fernsehserie)
- 2024: Aristoteles und Dante entdecken die Geheimnisse des Universums ... Reese Gonzales als Dante (Kinofilm)
- 2024: Animalia ... Paul Kircher als Émile (Kinofilm)
- 2024: Shardlake ... Miles Barrow als Bruder Gabriel (Fernsehserie)
- 2024: Atemlos ... Álex Medina als Hugo (Fernsehserie)
- 2024: Crazy Fun Park ... Stacy Clausen als Mapplethorpe (Fernsehserie)
- 2025: Curfew ... Mitchell Robertson als Eddie (Fernsehserie)
- 2025: Rust - Legende des Westens ... Patrick Scott McDermott als Lucas Hollister (Kinofilm)
- 2025: Bet ... Ryan Sutherland als Suki (Fernsehserie)
- 2025: Blue Box ... als Taiki (Zeichentrickserie)
- 2025: Drachenzähmen leicht gemacht ... Mason Thames als Hicks (Kinofilm)

## Theater (Auswahl)
- 2012: Momo (Gigi Fremdenführer), Wuppertaler Kinder- und Jugendtheater
- 2012: Plötzlich war er aus der Welt gefallen (Mut), Wuppertaler Kinder- und Jugendtheater
- 2012: Bei Anruf Mord (Max Halliday), TalTonTheater
- 2013: Gefährliche Liebschaften (Danceny), TalTonTheater
- 2013–2014: Krabat (Krabat), Wuppertaler Kinder- und Jugendtheater
- 2014–2015: Der Zauberer von Oz (Die Vogelscheuche), Wuppertaler Kinder- und Jugendtheater
- 2018: Halena Primus (Hector), Studiobühne Köln
- 2018–2022: Im Netz (Ben), Wuppertaler Kinder- und Jugendtheater
- 2019: Herr der Diebe (Dr. Massimo / Scipio), Wuppertaler Kinder- und Jugendtheater

## Hörspiel (Auswahl)
- 2009: Eulen, Fischfinger
- 2012: Die Mitte der Welt, Phil
- 2014: Die drei ??? Kids, Leandro (Europa)
- 2014: Steinsuppe, Wolf, Hund, Ente, Schwein
- 2014: Pre Fiction – Das Live-Hörspiel im Artheater, René
- 2015: Plötzlich Topmodel, Danny
- 2015: Dädalus und Ikarus – Frei wie ein Vogel, Narzissus (WDR)
- 2016: Ein Sommernachtstraum, Puck
- 2016: Die Schatzinsel, Jim Hawkins
- 2016: Ivar Leon Mengers Monster 1983, Bates (Audible)
- 2017: Fiete, Hinnerk (Bastei Lübbe)
- 2017: Der Krieg der Welten, Hilfsprediger
- 2017: Manor, Har
- 2017: Einhornparadies, Blue (Europa)
- 2017: Der geheime Garten, Colin
- 2017: Sweeney Todd, Tobias Ragg
- 2018: Nicht zum Cyborg geschaffen, Benjamin (WDR)
- 2018: Karl May: Satan und Ischariot I: Die Yumas, Small Hunter
- 2018: Jules Verne: Die geheimnisvolle Insel, Herbert
- 2018: Die vier Musketiere, Mordaunt
- 2018: Der Prinz und der Bettler, Sam/Edward
- 2018: Karl May: Winnetou III, Summers
- 2019: Pater Brown, Badger
- 2019: Sherlock Holmes und der Hund der Baskervilles, Sir Henry Baskerville
- 2020: Krabat, Krabat
- 2020: Der kleine Prinz, der Pilot, der Fuchs, u. a.
- 2021: The Night of the Rabbit I: Der Zauberlehrling des Kaninchens
- 2021: The Night of the Rabbit II: Wahre Baumläufer
- 2021: Sherlock Holmes Chronicles, Robert
- 2021: Grimms Märchen: Hans mein Igel, "Hans mein Igel"
- 2021: Sherlock Holmes: Harry Price und der Fall Rosalie, Wiggins